# Лудовико III Гонзага
Лудови́ко III Гонза́га (итал. Ludovico III Gonzaga, лат. Ludovicus III Gonzaga), в некоторых источниках Лодови́ко III Гонза́га (итал. Lodovico III Gonzaga), Лудови́ко II (итал. Ludovico II) или Луи́джи Ту́рок (итал. Luigi il Turco; 5 июня 1412, Мантуя, Мантуанское маркграфство — 11 июня 1478, Гойто, Мантуанское маркграфство) — венецианский патриций с 1412 года, 2-й маркграф Мантуи с 1444 года, владетель Кастильоне-делле-Стивьере, Кастель-Гоффредо, Ревере, Каврианы, Вольта-Мантованы, Квистелло, Вьяданы, Ривароло-Мантовано, Боццоло, Дозоло, Гаццуоло, Изола-Доварезе, Помпонеско, Саббьонеты и Сан-Мартино-даль-Арджине с 1475 года. Представитель династии Гонзага. Сын маркграфа Джанфранческо I и Паолы Аньезе Малатесты.
Кондотьер на службе Миланского герцогства, Венецианской и Флорентийской республик, Неаполитанского королевства с 1436 по 1466 год. Кавалер ордена Слона с 1474 года. Во время его правления Мантуя стала одним из центров итальянского Ренессанса. За содействие проведению Мантуанского собора в 1459 году папа Пий II наградил его Золотой розой.

## Биография

### Ранние годы
Лудовико III родился в Мантуе 5 июня 1412 года. Он был первым ребёнком и старшим сыном в семье Джанфранческо, владетеля Мантуи из дома Гонзага и его супруги Паолы Аньезе из дома Малатеста. Вместе с младшими братьями и сёстрами, получил блестящее образование в школе, которая была основана его отцом в 1423 году и передана руководству известного педагога и гуманиста Витторино да Фельтре. Она называлась «Домом для игр», так, как занимала здание, в котором прежде проходили игры при дворе владетеля Мантуи. Курс обучения включал риторику, математику, философию, пение, музыку, рисование, древнегреческий и латинский языки, а также фехтование, бег, верховую езду, плавание и игры в мяч. Обучение повлияло на характер будущего маркграфа. На протяжении всей жизни он с большим вниманием относился к гуманитарным наукам.
В начале 1430-х годов Лудовико III приступил к освоению военного дела. Весной 1432 года под началом отца в составе армии Венецианской республики, он принял командование над отрядом из пятидесяти копий. В ноябре 1433 года император Сигизмунд даровал его отцу титул маркграфа Мантуи. Лудовико III был возведён в рыцарское достоинство и объявлен наследником маркграфа. В том же году отец женил его на племяннице императора. Брак с принцессой из дома Гогенцоллернов должен был укрепить положение дома Гонзага среди знати Священной Римской империи.
На службе у Венеции Лудовико III состоял до апреля 1436 года. В ноябре 1436 года во главе отряда из трёхсот всадников он покинул Мантую и поступил на службу к Филиппо Марии, герцогу Милана с единственным условием — не участвовать в сражениях против отца. Миланское герцогство было противником Венецианской республики, которая, в свою очередь, была союзницей Мантуанского маркрафства. За это отец лишил Лудовико III титула наследника в пользу младшего брата Карло. 3 ноября 1436 года его прошение об этом к императору было удовлетворено.
В феврале 1437 года Лудовико III, в составе армии Миланского герцогства под командованием кондотьера Никколо Пиччинино, участвовал в войне против Флорентийской республики. Во время осады Браги он был ранен и попал в плен, откуда вскоре был выпущен, поступив уже на службу Флоренции. Конфликт Лудовико III с отцом был урегулирован в 1438 году, когда сам Джанфранческо заключил военный союз с Филиппо Марией против Венецианской республики. В апреле 1440 года Лудовико III вернулся в Мантую, и в следующем году был восстановлен отцом в правах наследника. В сентябре 1444 года, после смерти Джанфранческо, он стал вторым маркграфом Мантуи из дома Гонзага.

### Начало правления
27 августа 1445 года Лудовико III получил признание за ним титула маркграфа Мантуи от императора Фридриха III. Унаследованное им маркграфство, представляло собой ослабленное многолетними войнами государство с внутренними экономическими и внешнеполитическими проблемами. По завещанию отца, он получил в прямое правление большую часть домена. Ряд владений на западе и севере феода унаследовали его младшие братья: Карло получил Луццару, Саббьонету и Боццоло, Алессандро — Кастель-Гоффредо, Кастильоне и Сольферино, Джанлючидо — Вольту, Кавриану и Черезару. Так как все младшие братья Лудовико III не имели наследников, то, со смертью последнего из них в 1466 году, он стал единоличным правителем всех владений дома Гонзага.
Главной целью Лудовико III было защитить территорию маркграфства от военных действий со стороны граничивших с ним государств. При посредничестве дипломатии он пытался пресечь любую возможность военных действий в своих владениях или использовании их сопредельными странами в качестве транзитной территории для своих армий. Ему удалось договориться об этом с владельцами Корреджо и Мирандолы и графом Гвасталлы. 27 сентября 1445 года он заключил семилетний оборонительный договор с герцогом Милана. После смерти герцога и образования Миланской республики, Лудовико III провёл успешные переговоры с Флорентийской и Венецианской республиками. 18 января 1447 года сторонами был подписан договор, по которому маркграф Мантуи поступил на службу в армию Флорентийской республики в звании капитан-генерала во главе отряда из четырёхсот всадников и трёхсот пехотинцев. Весной 1448 года численность его отряда увеличилась до пятисот всадников и четырёхсот пехотинцев.
Война между Миланом и флорентийско-венецианским союзом закончилась поражением союза в битве при Караваджо 15 сентября 1448 года и заключением мирного соглашения в Ривольтелле между республиками в Милане и Венеции. В начале 1449 года Лудовико III от себя и от имени младших братьев подтвердил лояльность по отношению к Венецианской республике, и в том же году заключил соглашение с неаполитанским королём Альфонсом I, поступив к нему на службу. В звании генерал-лейтенанта армии Неаполитанского королевства в Ломбардии он возглавил отряд из девятисот всадников и девятисот пехотинцев, получив в оплату за службу тридцать тысяч золотых флоринов от короля и пятнадцать тысяч золотых флоринов от ломбардской знати. Альфонс I также признал нейтралитет Мантуанского маркграфства по отношению к Венецианской республике.

### Внешняя политика
Лудовико III стремился установить союзнические отношения с Миланским герцогством, восстановленным домом Сфорца. В ноябре 1454 года маркграф подписал договор с герцогом Франческо I, в котором обязался выступить на его стороне в случае войны с Венецианской республикой. Несмотря на то, что по договору герцог оплачивал военные услуги Лудовико III в размере восьмидесяти двух тысяч дукатов, соглашение указывало на подчинённое положение маркграфа по отношению к герцогу в военном и политическом аспектах. Лудовико III участвовал в войне между Миланом и Венецией 1452—1454 годов, завершившейся в 1454 году мирным договором в Лоди. И хотя ему пришлось отказаться от территорий маркграфства, ранее занятых Венецианской республикой, мир, последовавший за созданием Итальянской лиги, способствовал укреплению и развитию Мантуи. Во время всего правления Лудовико III маркграфство придерживалось добрососедских отношений с Миланским герцогством, с которым им были заключены договоры в 1459, 1463, 1466, 1470 и 1472 годах. Несмотря на тесное общение жён правителей, маркграфини и герцогини, попытка закрепить союзнические отношения между Мантуей и Миланом династическим браком одной из дочерей Лудовико III с наследным принцем Галеацо Марией оказалась неудачной. Союзнические отношения маркграф поддерживал также с Неаполитанским королевством.
Одной из задач Итальянской лиги была провозглашена организация крестового похода против турок-османов, несколькими годами ранее завоевавших Константинополь. С этой целью в Мантуе, по инициативе римского папы Пия II, был проведён собор. Конгресс, длившийся с 27 мая 1459 года по 19 января 1460 года, оказался бесплодным, однако, его проведение в Мантуе способствовало росту престижа дома Гонзага. В награду за гостеприимство, во многом же благодаря усиленной дипломатической работе, проделанной маркграфиней, маркграф получил от понтифика Золотую розу, а его семнадцатилетний сын Франческо был возведён в сан кардинала. Это позволило Лудовико III усилить контроль над церковными структурами на территории маркграфства. Со времени его правления почти все епископы Мантуи были из дома Гонзага. В марте 1474 года посетивший Мантую свояк маркграфа, датский и норвежский король Кристиан I наградил Лудовико III датским орденом Слона.

### Внутренняя политика
Время его правления было периодом расцвета Мантуи. В 1460 году Лудовико III назначил живописца Андреа Мантенью, который расписал в замке Святого Георгия знаменитый Брачный чертог, придворным художником семьи Гонзага. По его заказу Донателло создал новый кованный ковчег для мощей святого Ансельма в кафедральном соборе Святого Петра. Он также пригласил в Мантую известных архитекторов Луку Фанчелли и Леона Баттисту Альберти. При нём в городе были построены базилика Святого Андрея и церковь Святого Себастьяна, госпиталь Святого Леонарда, здания городского суда и дипломатического корпуса, а на территории маркграфства — замок в Кавриано, великолепные дворцы в Ревере и Вольта-Мантоване, вилла Герардина в Моттеджане — архитектурный шедевр Раннего Возрождения, прорыт оросительный канал от Мантуи до Гойто. Крепостные сооружения в маркграфстве строились и укреплялись архитектором Джованни да Падова. Особое внимание также уделялось обустройству набережных и строительству дорог.
По поручению маркграфа в Тоскане были приобретены тутовые деревья. Он начал их культивирование в сеньории Кавриана, где находилась летняя резиденция маркграфов Мантуи. Со временем районы Кастильоне-делле-Стивьере и Кастель-Гоффредо превратились в один из центров производства шёлка.

### Поздние годы
Лудовико III умер в Гойто 11 июня 1478 года во время эпидемии чумы и был похоронен в соборе Святого Петра в Мантуе в капелле Святого Франциска. После смерти маркграфа, так как он не назначил наследника, владения рода Гонзага были разделены между пятью его сыновьями, двое из которых образовали боковые ветви семьи.

## Брак и потомство

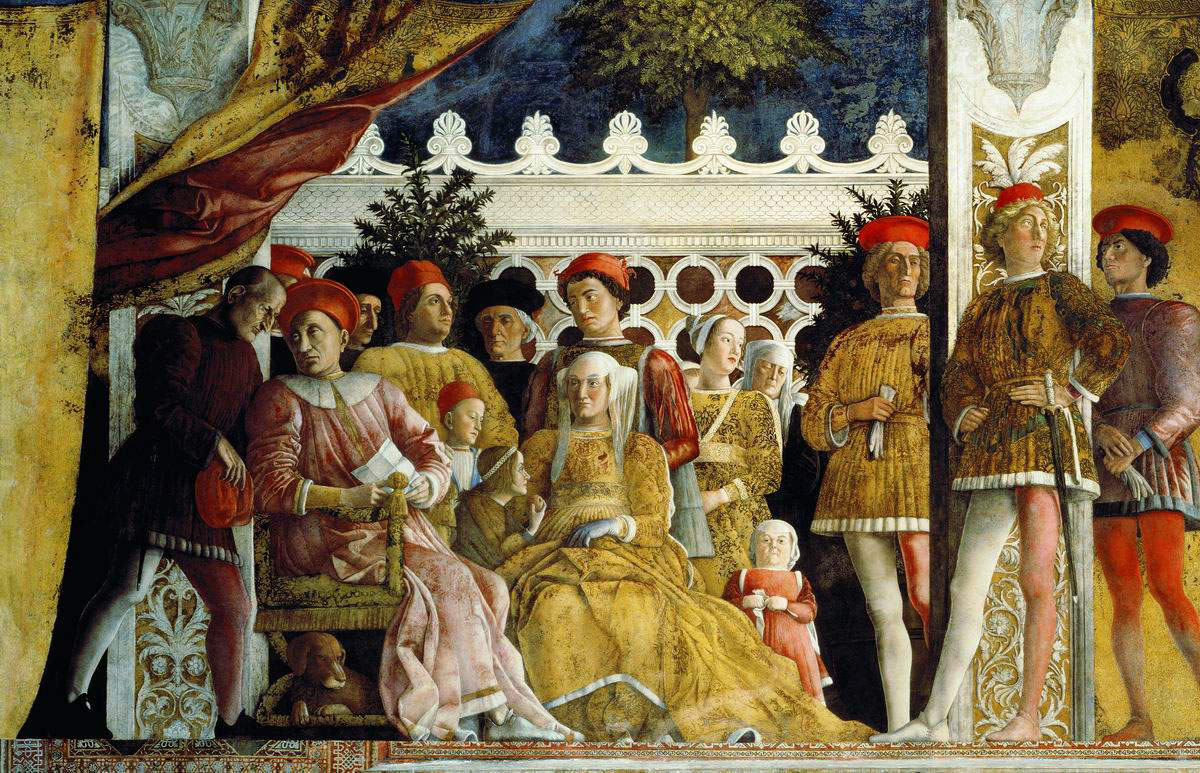
Лудовико III с семьёй.
Фреска Мантеньи в Брачных чертогах Герцогского дворца в Мантуе

12 ноября 1433 года в Мантуе принц Лудовико Гонзага, будущий 2-й маркграф Мантуи сочетался браком с принцессой Барбарой Бранденбургской (30.09.1422 — 07.11.1481), дочерью Иоганна Алхимика, маркграфа Бранденбург-Кульмбаха и Барбары Саксен-Виттенбергской. В этом браке родились тринадцать детей, трое из которых умерли во младенческом возрасте. Выжили пять сыновей и пять дочерей:
- Федерико, по прозвищу Федерико Горбун (25.06.1441 — 07.14.1484), 3-й маркграф Мантуи под именем Федерико I, 7 июня 1463 года сочетался браком с принцессой Маргаритой Баварской (01.01.1442 — 14.10.1479);
- Франческо (1444 — 21.10.1483), кардинал, апостольский протонотарий, князь-епископ Бриксена, администратор Мантуи, Болоньи и Лунда;
- Джанфранческо[итал.] (4.10.1446 — 28.08.1496), граф Саббьонеты и владетель Боццоло, основатель линии Гонзага-ди-Саббьонета э Боццоло[итал.], 17 июля 1479 года сочетался браком с принцессой Антонией дель Бальцо[итал.] (1461 — 16.01.1538);
- Сузанна[итал.] (1447 — 19.12.1481), монахиня-клариссинка в монастыре Святой Павлы[итал.] в Мантуе;
- Доротея[итал.] (06.12.1449 — 21.04.1467), невеста[10] Галеаццо Марии I (24.01.1444 — 26.12.1476), герцога Милана;
- Чечилья (1451—1472), монахиня-клариссинка в монастыре Святой Клары в Мантуе;
- Родольфо (18.04.1452 — 06.07.1495), маркграф Кастель-Гоффредо, Кастильоне и Сольферино и владетель Луццары, основатель линий Гонзага-ди-Луццара и Гонзага-ди-Кастель-Гоффредо, Кастильоне э Сольферино[итал.], женился дважды: 11 января 1481 года первым браком на Антонии Малатеста[итал.] (1451 — 25.12.1483), в 1484 году вторым браком на Катерине Пико[итал.] (1454 — 05.12.1501);
- Барбара (12.11.1455 — 31.05.1505), 12 апреля 1474 года сочеталась браком с Эберхардом I Бородатым (11.12.1445 — 24.02.1496), герцогом Вюртемберга;
- Лудовико[итал.] (1458 — 19.01.1511), маркграф Кастель-Гоффредо, Кастильоне и Сольферино, апостольский протонотарий, епископ Мантуи;
- Паола[итал.] (1464—1497), в 1478 году сочеталась браком с Леонардом (1440 — 12.4.1500), графом Гориции[13].

У маркграфа Лудовико III также были две незаконнорождённые дочери: Катерина Гонзага, в замужестве графиня Кальчьо и Габриэлла Гонзага, в замужестве маркграфиня Вигиццоло.